# Bellamya
Le Bellamya était un supertanker géant, de type Ultra Large Crude Carrier (ULCC), construit de 1975 à 1976 aux Chantiers de l'Atlantique à Saint-Nazaire pour la Société Maritime Shell (une filiale en France du groupe Shell). À son lancement avec ses 553 662 tonnes de port en lourd (tpl), il était le plus grand pétrolier au monde, avec ses trois sister-ships : le Batillus (également aux couleurs Shell), le Prairial, et finalement le Pierre Guillaumat (ces deux bateaux étant aux couleurs Elf). Ce dernier (le Pierre Guillaumat), avec environ 1 400 tpl de plus, a été de 1977 à 1981 le plus grand navire ayant jamais été construit et ayant jamais navigué. Un seul pétrolier a surpassé le Pierre Guillaumat, ce à compter de 1981 : le Knock Nevis, mais qui avait été agrandi après sa construction (jumboïsation).
Le Bellamya a interrompu son service le 26 janvier 1984 puis a été démantelé le 6 janvier 1986 à Ulsan (Corée du Sud), côte à côte avec un autre supertanker, le Globtik Tokyo.

## Caractéristiques
- Tirant d'eau été : 28,60 m
- Tirant d'eau hiver : 28,006 m
- Tirant d'eau tropical : 29,196 m
- Tirant d'eau eau douce : 29,277 m
- Tirant d'eau tropical eau douce : 29,872 m
- Poids à vide : 77 300 tonnes
- Citerne de ballastage : 58 013 m3
- Déplacement en charge (été): 630 962 tonnes[4]
- Déplacement en charge (hiver): 617 088 tonnes
- Déplacement en charge (tropical): 644 860 tonnes
- Profondeur des citernes : 35,90 m
- Hauteur passerelle-quille : 54 m
- Hauteur max du navire : 74,5 m
- Poids d'une ancre : 28,5 tonnes
- Nombre d'hélices: 2 (supra-divergentes en cupro-aluminium, 5 pales)
- diamètre d'une hélice: 8,5 m
- Poids d'une hélice: 50,9 tonnes
- Affleurement de l'hélice au tirant d'eau: 11,05 m
- Gouvernail: 2 (type semi-suspendu)
- Poids d'un gouvernail: 140 tonnes
- Poids de la mèche de gouvernail: 60 tonnes

### Source
- Informations techniques et photographies sur Supertankers International.